# Montello e Colli Asolani chardonnay spumante
Il Montello e Colli Asolani Chardonnay spumante è un vino DOC la cui produzione è consentita nella provincia di Treviso.

## Caratteristiche organolettiche
- colore: giallo paglierino, brillante con spuma persistente
- odore: fruttato, delicato.
- sapore: secco, sapido, caratteristico.

## Produzione
Provincia, stagione, volume in ettolitri
- nessun dato disponibile